# Ilustrowany Kurier Codzienny
Ilustrowany Kurier Codzienny, I.K.C. – wysokonakładowy dziennik polityczno-informacyjny wydawany w latach 1910–1939 w Krakowie; pierwszy dziennik ogólnopolski, zapoczątkował działalność koncernu wydawniczego Ilustrowany Kurier Codzienny. Z gazetą współpracowali czołowi polscy dziennikarze i publicyści oraz ludzie kultury i nauki.
Periodykowi towarzyszyły dodatki, m.in. „Kurier Literacko-Naukowy” (wyd. 1924–1939) i „Kurier Kobiecy” (wyd. 1927–1939).
Wydawanie „Ilustrowanego Kuriera Codziennego” przerwała II wojna światowa. Ostatni numer ukazał się z datą 26 października 1939 roku. Następnego dnia w jego miejsce został wydany nr 1 „Gońca Krakowskiego”. Po wojnie nie wznowiono wydawania dziennika.
W latach 2011–2013 dokonano digitalizacji wszystkich wydań „Ilustrowanego Kuriera Codziennego”, wydawanego w latach 1910–1939. Małopolska Biblioteka Cyfrowa udostępnia pełnotekstowe archiwum tego dziennika w wersji elektronicznej. Narodowe Archiwum Cyfrowe posiada zbiór ponad 188 tysięcy fotografii wydawnictwa prasowego Ilustrowany Kurier Codzienny.